# Antoine Clapisson
Pour les articles homonymes, voir Clapisson.
Antoine Clapisson (né à Lyon le 13 novembre 1779 et mort à Bordeaux le 7 avril 1857) est un compositeur et corniste français. Il fut premier cor solo du Teatro San Carlo de Naples puis premier cor au Grand Théâtre de Bordeaux. Il est le père du compositeur Louis Clapisson.

## Biographie
Antoine Clapisson était originaire de Lyon où son père, Léonard Clapisson, exerçait le métier de facteur d'instruments-à-vent, place des Cordeliers. Il fut l'élève du célèbre corniste, violoniste et compositeur originaire de Bohème, Giovanni Punto (1746-1803), qui résida à Paris au service du comte d'Artois de 1781 à 1788 puis en tant que de chef d'orchestre du théâtre des Variétés de 1789 à 1799.
Après avoir fait la campagne d'Égypte (1798-1801), Antoine Clapisson épousa en 1805, Philippine Dubois, originaire de Suisse. Il est alors musicien au 22e Régiment d'Infanterie légère basé à Besançon. La famille s'installa ensuite à Naples sous le règne de Joachim Murat (1808-1815). Antoine Clapisson occupe alors simultanément les postes de chef de musique des Vélites de la garde du roi Murat, professeur au Conservatoire de Naples et premier cor solo du Teatro San Carlo.

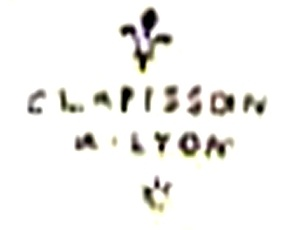
Marque de Léonard Clapisson
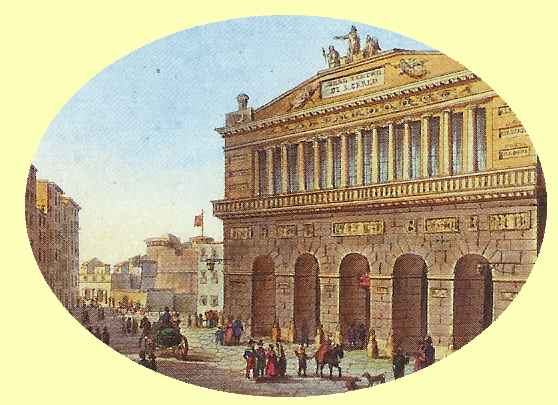
Teatro San Carlo - Napoli
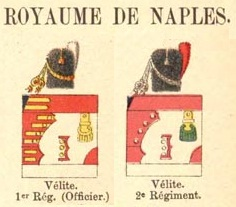
Uniforme des vélites - royaume de Naples

Son fils, le compositeur Louis Clapisson, naît à Naples le 15 septembre 1808. Ce dernier aimait d'ailleurs narrer cette anecdote à propos du repas donné par son père pour fêter sa naissance et reflétant son caractère de bon vivant :  

« Les habitants de la rue de Tolède (via Toledo), dans la grande ville de Naples, étaient mis en émoi par les apprêts d'un repas qui avait lieu dans une maison située vers le milieu de cette large voie. On voyait figurer sur une table entourée de nombreux convives, divers plats provenant de cuisine française et italienne; les fricassées de poulet se trouvaient à côté des raies au fromage ; les filets sautés heurtaient les truffes au gratin. On apercevait également les petits pâtés chauds à côté des raviolis, et puis une quantité d'assiettes contenant des tranches de mortadella, de saucisson de Lyon, de fromage râpé, etc. Le milieu du couvert était occupé par une immense soupière remplie de macaroni, dont le fumet odorant qui s'en échappait rappelait l'estouffade confortante dont le jus succulent avait été mêlé à la pâte italienne, saupoudrée de parmesan et parsemée de tranches de truffes piémontaises. La diversité de ces mets indiquait assez que les convives étaient de diverses nations et tant soit peu gourmands ; mais pardonnons-leur, car cette réunion se composait de gens d'esprit, de talent, et l'on sait que généralement les savants sont un peu entachés du péché de gourmandise. »

Deux ans plus tard, Antoine Clapisson est nommé en surnuméraire à l'orchestre de Chambre de la Chapelle Palatine, ainsi que l'atteste une lettre du Chambellan Surintendant de la Musique du Royaume de Naples et des Deux-Siciles datée du 10 décembre 1810.
La guerre de Russie entraîna bien loin de Naples les Vélites de la garde et leur chef de musique. Après toutes les campagnes, le régiment d'Antoine Clapisson se trouva licencié, le Conservatoire de Naples désorganisé et le théâtre fermé. Il ramena alors sa famille à Lyon vers 1815 mais il ne s'y trouva pas en odeur de sainteté car il était bonapartiste. Aussi ne fut-il pas compris dans la nouvelle réorganisation de l'armée française. Heureusement il rencontra un imprésario qui le fit engager comme premier cor au Grand Théâtre de Bordeaux. Ce fut dans cette ville que M. Clapisson s'établit définitivement. Conservé à la BnF, son contrat avec le Grand Théâtre de Bordeaux pour la saison 1832-1833 indique : « M. Clapisson a déclaré être en état de remplir, au gré de l'Administration et du Public, l'emploi de premier Cor, jouer en Chef tous les solos, jouer toutes les parties qui lui seront distribuées dans l'opéra, ballets, divertissements et agréments de pièces ».
Dans L'Agenda Musical pour l'année 1836, il est signalé à la section de la ville de Bordeaux comme : Clapisson, cor, rue du Puits-de-Baigne-Cap, 19.
Il décède à Bordeaux, le 7 avril 1857. Ce n'était pas un musicien ordinaire et il a laissé en tant que compositeur plus de trois cents œuvres pour son instrument favori, publiées par la maison S. Richault.

## Œuvres principales
- 3 Duos concertant pour 2 cors op.8
- 3 Duos concertant pour cor et basson op.27
- Douze duos pour cornet à pistons et cor composé et dédié à monsieur Édouard Dotezac op.74

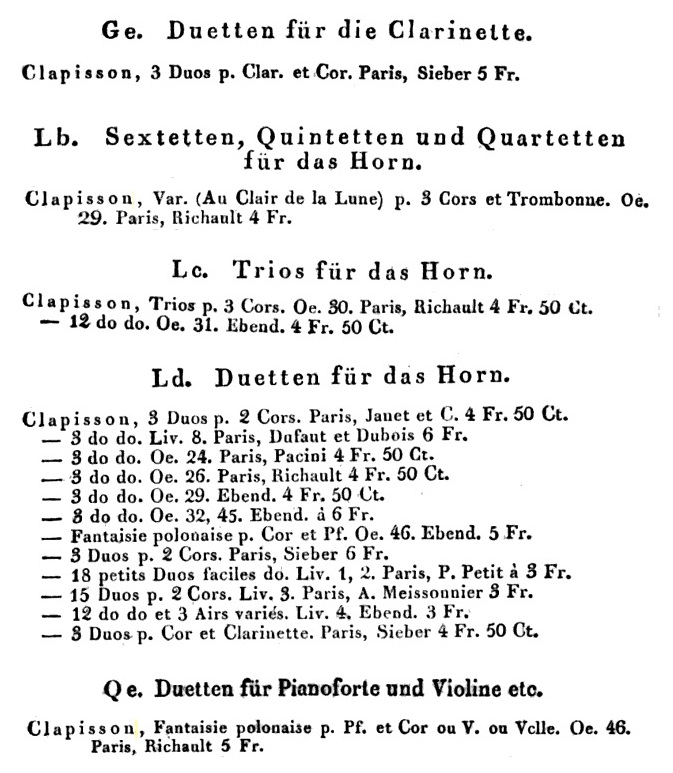
Liste des œuvres éditées en 1828

- 10 Trios pour 3 cors op.30